# Ya Kid K
Ya Kid K (nascida 26 de janeiro de 1972), nome artístico de Manuela Barbara Kamosi, é uma artista de hip hop congolesa radicada na Bélgica. Ya Kid K, além de ser uma artista solo, também é conhecida por seus trabalhos como vocalista do grupo Technotronic. Sua irmã é Karoline "Leki" Kamosi.

## Biografia
Com 11 anos de idade, mudou-se para a Bélgica, mais tarde mudou-se para Chicago (onde explorou o hip-hop e os sons emergentes da house music) e depois mudou-se para Dallas, no Texas. Depois de se mudar de volta para a Bélgica dos Estados Unidos, ela ajudou a formar uma gravadora de hip hop chamada Fresh Beat Productions. Ela fazia parte do grupo de eurodance Technotronic, que estreou com um grande sucesso mundial em 1989, "Pump Up the Jam". Embora ela não tenha aparecido no vídeo, ela foi finalmente creditada como vocalista pela faixa na reedição dos EUA do álbum de estréia do grupo.

## Carreira
Embora ela tenha escrito as letras e cantado em "Pump Up the Jam", o Technotronic fez a modelo Felly Kilingi se apresentar no vídeo. O segundo single "Get Up!" foi o vídeo de estreia de Ya Kid K com Technotronic. Em 1992, Technotronic e Ya Kid K tiveram um sucesso com "Move This", outro single de 1989, do álbum Pump Up the Jam: The Album.
Ela também emprestou sua voz para Hi Tek 3, um projeto de dance music cujo único single, "Spin que Wheel", apareceu na Teenage Mutant Ninja Turtles trilha sonora do filme.
Depois do single "Rockin' Over the Beat", ela teve um filho com MC Eric, que apresentou um sucesso da Technotronic intitulado "This Beat Is Technotronic". Enquanto Jo Bogaert contratou novos cantores para o terceiro álbum da Technotronic, Body to Body, Ya Kid K retornou após o sucesso limitado de seu próprio álbum, One World Nation. Este álbum continha muitos estilos musicais diferentes e em particular, vocais.
Em 1995, o Technotronic ressurgiu nos Estados Unidos com Ya Kid K como seu vocal principal, novamente com sucesso limitado do álbum Recall. Na faixa "Are You Ready" ela se juntou a Daisy Dee, que já fez uma versão cover de "This Beat is..." com MC B. Em 1996, um single de Ya Kid K intitulado "Rock My World" foi lançado. Ela apareceu em junho de 2000 no single de Technotronic, "The Mariachi". Em 2002, ela lançou Take a Trip na Semini Records.
Em 1997, Ya Kid K também forneceu novos vocais para o cover de "Pump Up the Jam", de 2 Skinnee J, intitulado "BBQ". Ela cantou "Pump up the gas grill" como o refrão.
Em outubro de 2005, Ya Kid K fez uma aparição no Public Warning, o álbum de estréia da MC Lady Sovereign.
Em 2011 ela voltou com a música "DO UC ME Standing". Ya Kid K também lançou a música "Comes Love" no Baronic Arts.
Em 2014, ela lançou algumas novas faixas e um álbum chamado "Stalled Constructions". Também trabalhou com o projeto de dance alemã Maviic para o single "Moja Mbili Tatu".

## Discografia
- 1992 One World Nation - SBK / EMI Records
- 2014 Stelled Construtions (Download Digital)